# Banu Rădulescu
Banu Rădulescu (n. 12 februarie 1924  București – d. 9 decembrie 1998, Berlin) a fost un doctor în medicină, deținut politic în două rânduri, scriitor, membru al Uniunii Scriitorilor din România din 1967, fondatorul din 1990 și redactorul-șef al revistei Memoria, președinte al Fundației cu același nume, promotor al Memorialului "Fortul 13 Jilava".
A fost absolvent al Liceului Militar "Nicolae Filipescu" de la Mănăstirea Dealu, președinte al Fundației cu același nume, promotor al Memorialului "Fortul 13 Jilava".
Banu Rădulescu a fost arestat în 1948, pe când era student la medicină în anul VI, și a fost eliberat în 1954. În cei 6 ani de pușcărie, Banu Rădulescu a schimbat 7 locuri de detenție. Banu Rădulescu a fost arestat din nou în 1956. <ref> https://www.cotidianul.ro/personalitati-pe-nedrept-uitate-banu-radulescu/<ref>

## Scrieri
- Dincolo de așteptare, Editura Pentru Literatură, București, 1967
- Lumina si piatra, București, 1972
- Păsările mari nu cântă, București, 1976; reeditare Editura Institutul Cultural Român, 2005. ISBN 973-577-471-2
- Nimic despre fericire, Editura Militară, București, 1984
- În iarbă cu fața la soare, Editura Cartea românească, București, 1989